# Joost Schmidt
Joost Schmidt (Wunstorf, 1893. január 5. – Nürnberg, 1948. december 2.) német könyvtervező, szobrász, festő, oktató a Bauhausban.

## Életrajzi adatai
1893-bon született a Hannover mellett Wunstorf-ban. 1910-ben a weimari Grossherzoglich Sächsische Hochschule für Bildende Kunst-on kezdte meg tanulmányait. Max Thedy-nél szerzett festő mesterdiplomát. 1914–1918 között részt vett az első világháborúban.

## Részvétele a Bauhausban
1919 őszétől 1925 áprilisáig volt a Bauhaus növendéke. Johannes Itten és Oskar Schlemmer vezetésével fafaragást tanult. 1923-tól készültek első tipográfiai munkái. 1925-től 1932 októberéig tanított a Bauhausban; 1925 októberétől 1930. áprilisi feloszlatásáig a szobrászati műhely vezetője, 1928 májusától a reklámgrafikai részleget irányította. 1925-től az elsőéveseknek „betűírás" címen tart előadást, 1929-1930-tól ehhez járul az aktrajzolás, 1930 októberétől pedig a magasabb évfolyamok hallgatóinak az „akt és alakrajz".
1933-ban Dessauból Berlinbe költözött a Bauhausszal.

## Tevékenysége a Bauhaus-korszak után
A berlini „Német nép, német munka” kiállításon 1934-ben Gropius-szal együtt rendezte meg a fémbemutatót. Berlinben műtermet bérelt, és egy kiadónak térképeket rajzolt. 
- 1935-től a Hugo Höring vezette Reimann-iskola tanára volt, de miután eltiltották a tanítástól, alkalmi munkákból élt.
- 1943-ban lerombolták charlottenburgi műtermét.
- 1944-1945-ben részt vett a második világháborúban.
- 1945-ben Max Taut meghívta a berlini Hochschule für Bildende Künste építészeti előkészítő tanfolyama professzorának.
- 1946-ban a Bauhaus néhány más tagjával együtt megrendezte a „Berlin tervez" kiállítást.
- 1947-1948-ban az USA Exhibition Center felajánlotta, hogy rendezzen kiállításokat:
◇ egy Bauhaus-kiállítást és
◇ egy Bauhaus-könyvet tervezett.

1948-ban Nürnbergben halt meg.

## Tárlat

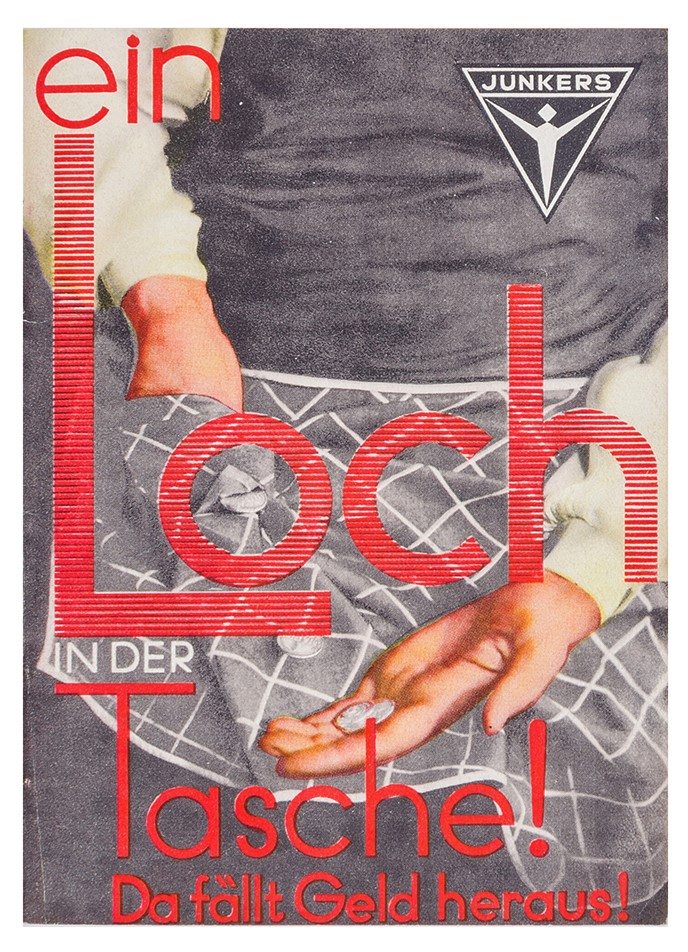
Egy lyuk a zsebben! A pénz kiesik belőle. – A Junkers gáz- és vizes kályhák reklámbrosúrája
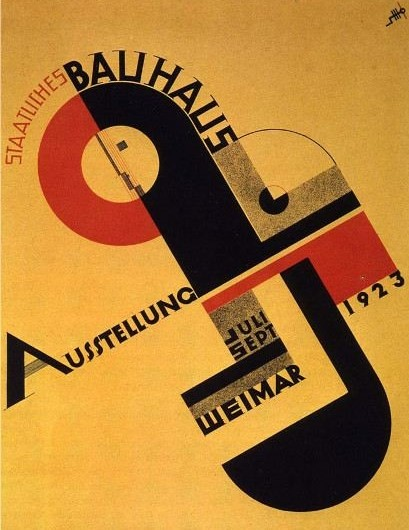
Bauhausausstellung 1923
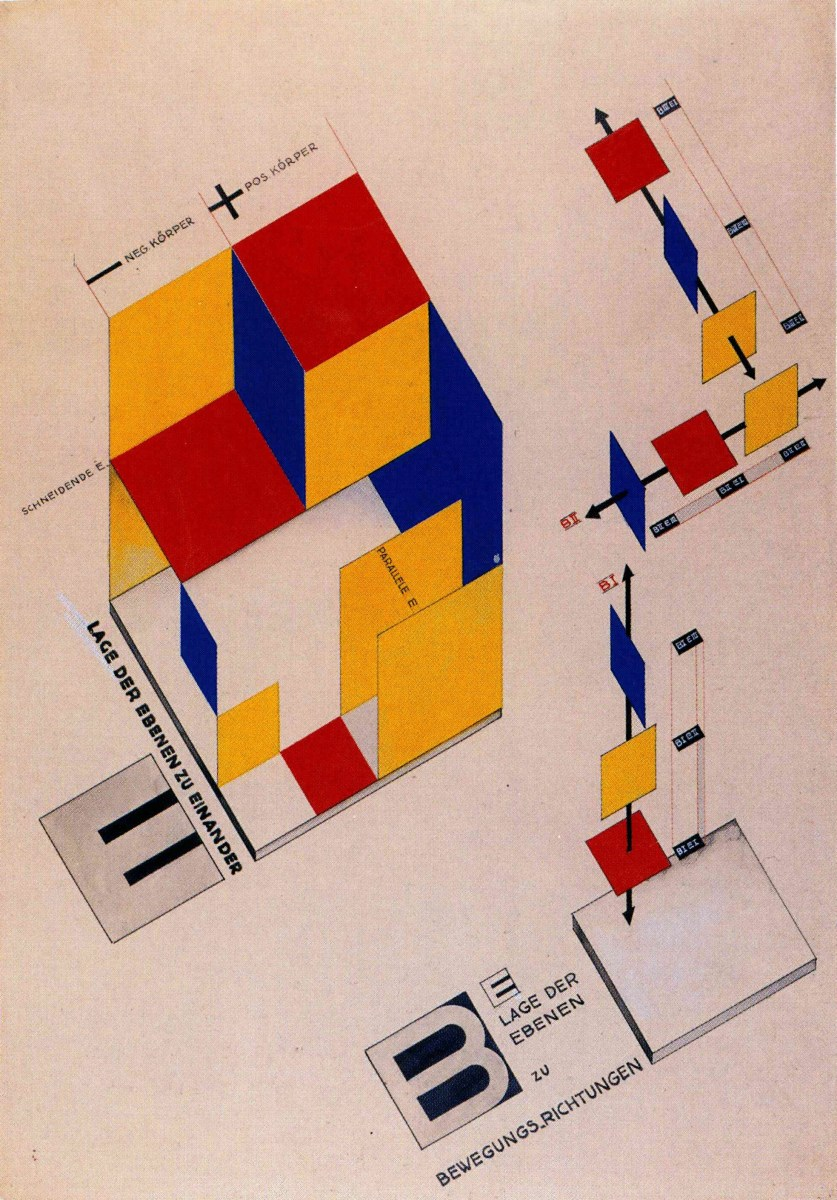
Mechanikus színpad terv, 1925-1926
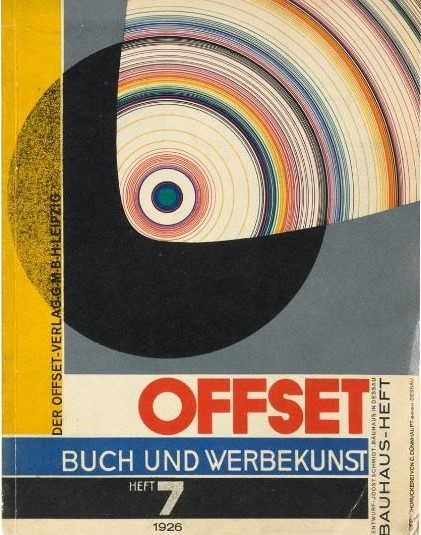
Bauhausheft 7, 1926